# Liceum Ogólnokształcące im. Michała Kosmowskiego w Trzemesznie

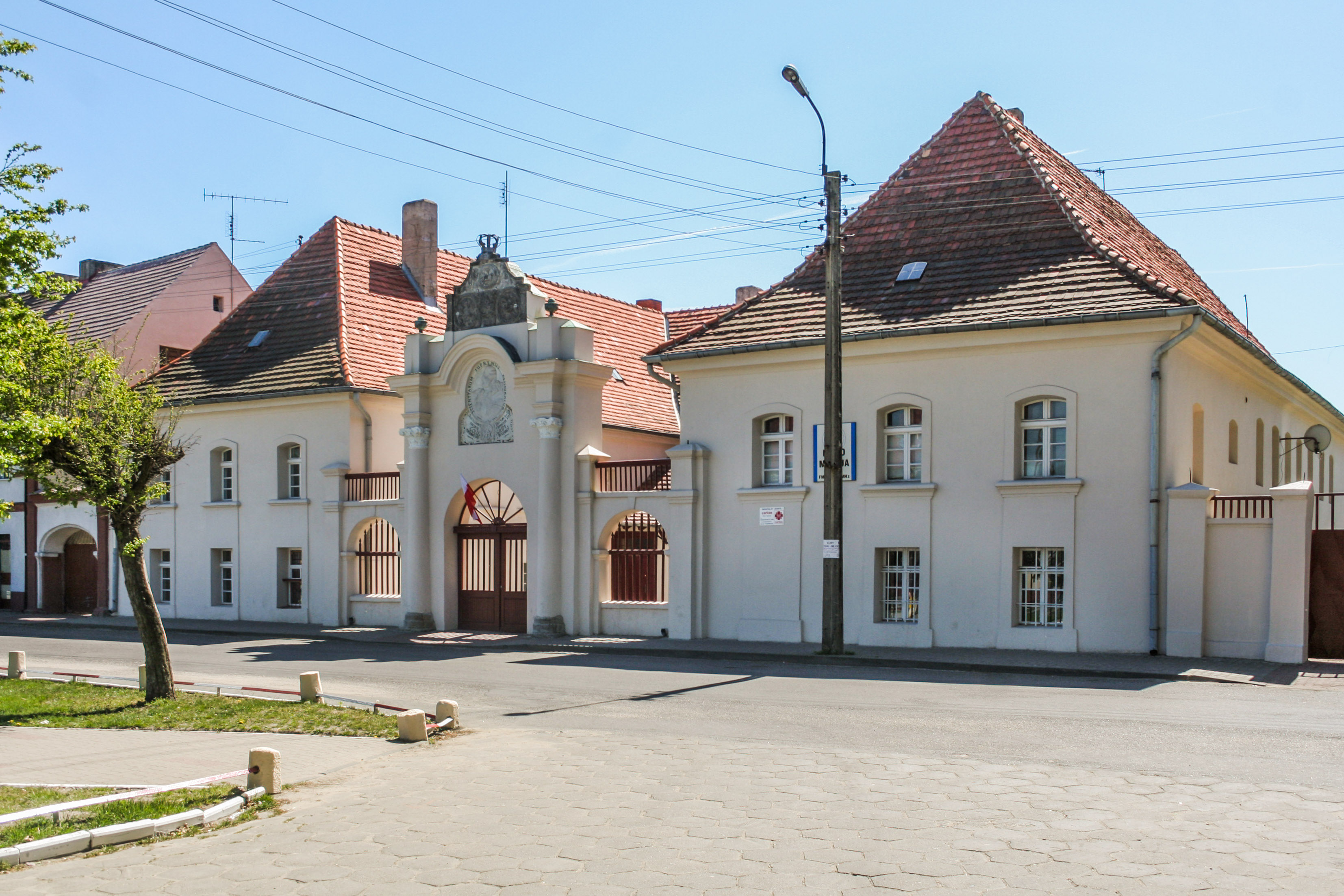
Budynek alumnatu

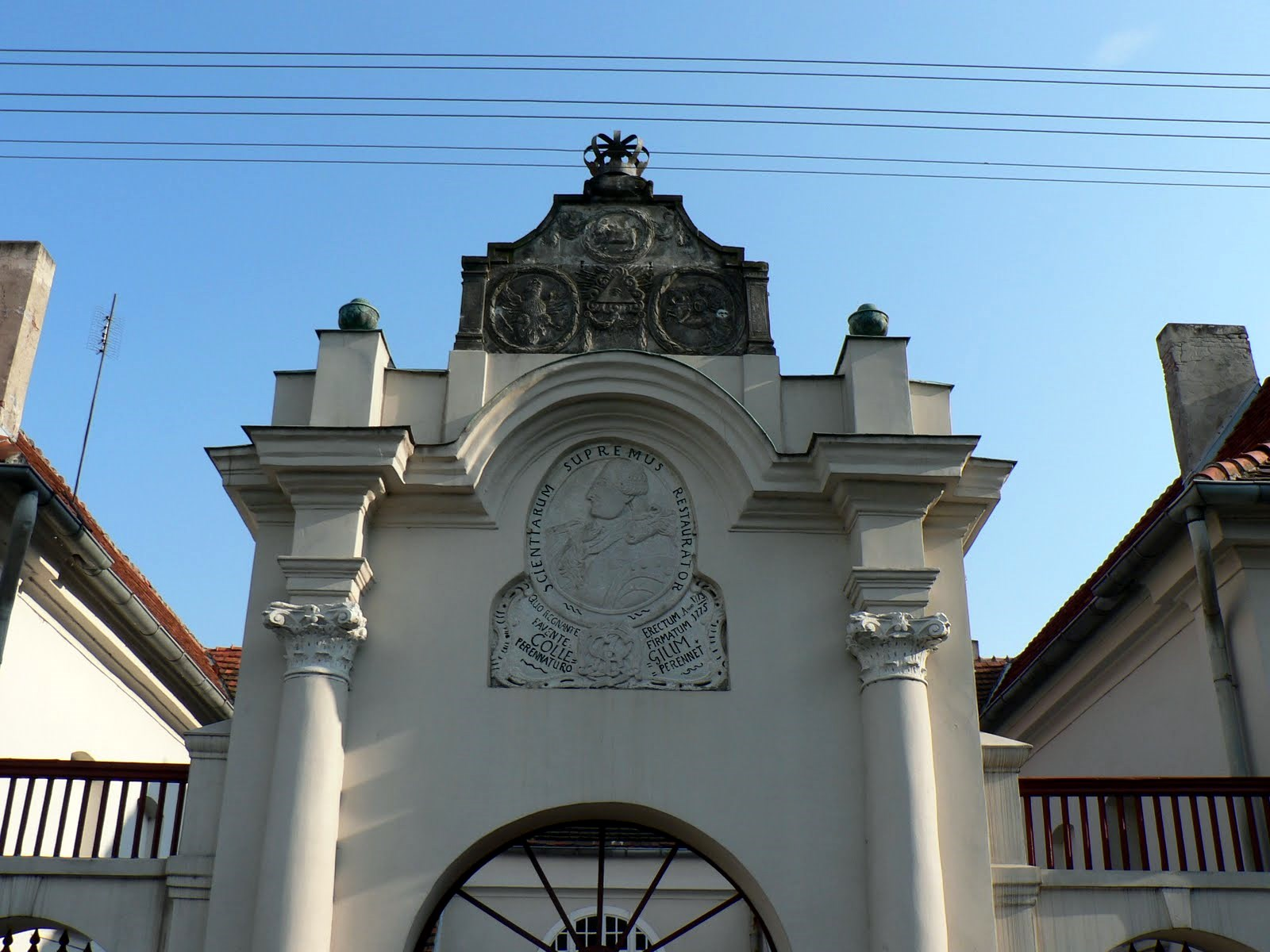

Liceum Ogólnokształcące im. Michała Kosmowskiego w Trzemesznie – najstarsza szkoła ponadpodstawowa w Trzemesznie a druga pod tym względem w Poznańskiem (po poznańskiej Marynce). Obecnie nosi nazwę Zespół Szkół Ogólnokształcących i Zawodowych w Trzemesznie.

## Historia

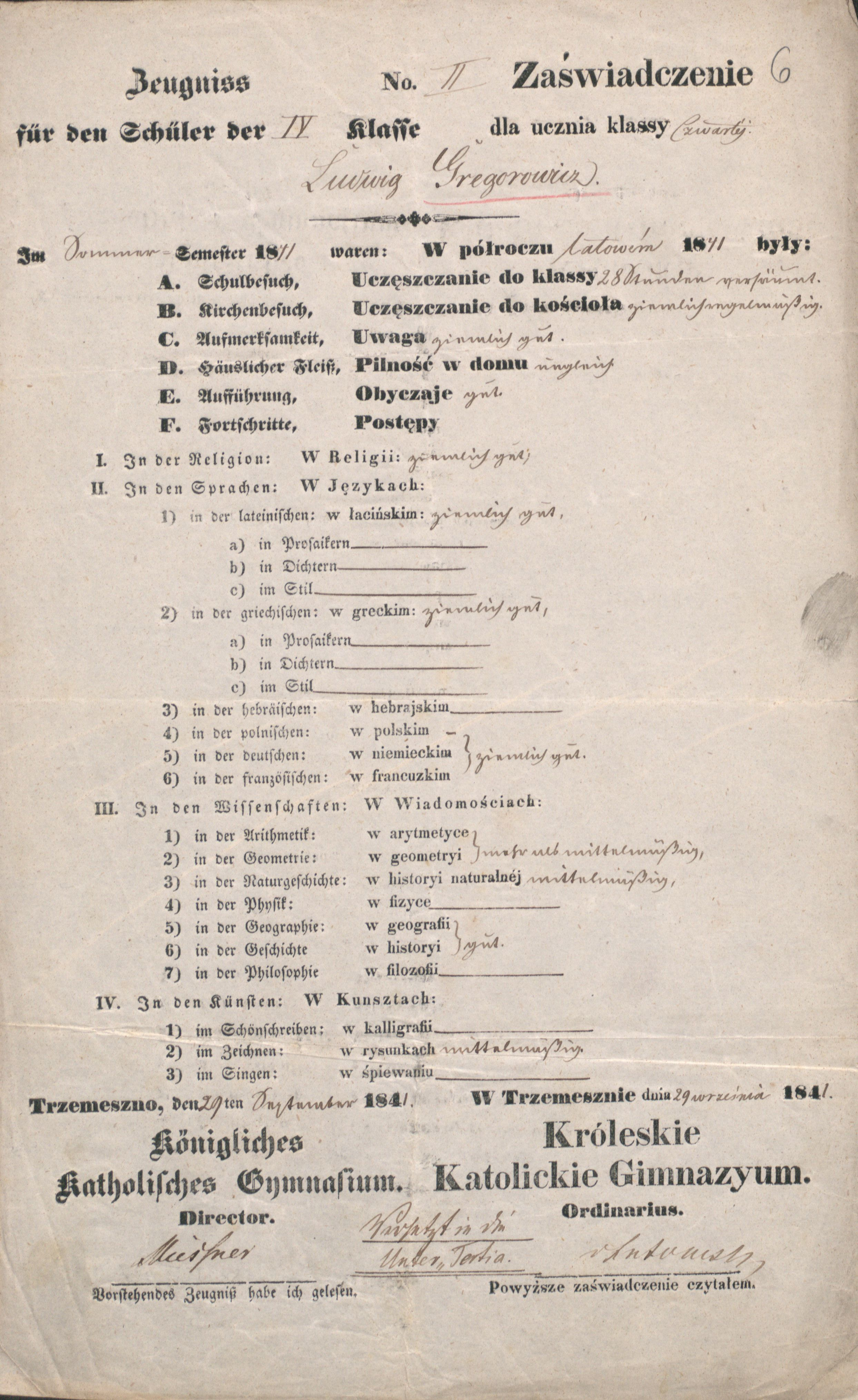
Świadectwo ucznia Królewskiego gimnazjum w Trzemesznie z 1841 r.

Założona w latach 1773–1775 jako alumnat. Wystarał się o nią biskup sufragan gnieźnieński i opat klasztoru w Trzemesznie, członek Komisji Edukacji Narodowej Michał Mateusz Kosmowski. W 1776 r. utworzono w miejsce alumnatu gimnazjum. W 1859 r. powstał nowy budynek szkolny, a stary zaadaptowano na internat. W tym samym roku powstało w szkole niepodległościowe Towarzystwo Tomasza Zana. W 1863 r. szkoła została zamknięta. Była to sankcja za udział wielu wychowanków w powstaniu styczniowym. W 1866 r. wznowiono działalność szkoły, tym razem jako Królewska Współwyznaniowa Szkoła dla Chłopców. W 1919 r. utworzono w jej miejsce Państwowe Gimnazjum Klasyczne. 30 czerwca 1938 Państwowe Liceum i Gimnazjum w Trzemesznie otrzymało nazwę Państwowe Liceum i Gimnazjum im. Michała Kosmowskiego w Trzemesznie.
Związani z nim byli m.in.: Hipolit Cegielski – filolog, przemysłowiec, działacz społeczny, dziennikarz i polityk, Jędrzej Śniadecki – lekarz, biolog, chemik i filozof, Marian Langiewicz – generał i dyktator powstania styczniowego, arcybiskup Florian Stablewski – prymas Polski, ksiądz Kazimierz Zimmermann – rektor Uniwersytetu Jagiellońskiego, ks. Stanisław Kozierowski – historyk i onomasta, profesor Uniwersytetu Poznańskiego, Józef Przyborowski – pierwszy polski archeolog, Wojciech Trąmpczyński – marszałek Sejmu, Kazimierz Grus – karykaturzysta, Jerzy Hulewicz – malarz, pisarz i dramaturg.
Od 1945 r. szkoła działała jako koedukacyjne Gimnazjum i Liceum. Imię trzemeszeńskiego sufragana odzyskała dopiero w 1986 r. W 1996 r. wydano jej monografię – Alma Mater Tremesnensis.

## Wykładowcy
- Antoni Jerzykowski
- Ferdynand Marten
- Witold Milewski

## Uczniowie
- Hipolit Cegielski
- Anastazy Cywiński
- Zygmunt Drybański
- Teodor Dydyński
- Zygmunt Halka
- Bohdan Hulewicz
- Stanisław Kozierowski
- Marian Langiewicz
- Ferdynand Marten
- Edmund Nowicki
- Maciej Podemski
- Gustaw Rzeźniewski
- Florian Stablewski
- Jan Śniadecki
- Jędrzej Śniadecki
- Jerzy Waldorff
- Józef Zwierzycki

## Link zewnętrzny
- Oficjalna strona internetowa